# Estêvão
Estêvão ist eine portugiesische Form des Namens Stefan.

## Namensträger

### Vorname
- Estêvão Cardoso de Avellar (1917–2009), brasilianischer Bischof
- Estêvão da Gama (Gouverneur von Sines und Silves) (1430–1497), portugiesischer Adliger, Vater des Entdeckers Vasco da Gama
- Estêvão da Gama (Gouverneur von Indien) (1505–1576), portugiesischer Gouverneur Indiens, Sohn von Vasco da Gama
- Estêvão Silva (1845–1891), brasilianischer Maler und Kunstlehrer
- Estêvão Willian Almeida de Oliveira Gonçalves (* 2007), brasilianischer Fußballspieler

### Familienname
- Neridson Estevao († 2009), angolanischer Fußballspieler
- Tiago Estêvão (* 2002), deutsch-portugiesischer Fußballtorwart